# Johann von Valle
Johann von Valle († 4. April 1351) war ein Franziskaner-Laienbruder und Klostergründer. Seine Einsiedelei in Brugliano gilt als Vorläufer der am selben Ort begründeten Observanzbewegung durch von Valle’s Schüler Paolo Trinci.

## Biographie
Johann stammte aus Valle am Fuß des Bruglianogebirges bei Colfiorito nahe Foligno. Im Jahr 1325 trat er in den Franziskanerorden ein. Als Schüler Angelus Clarenus’ war er auch ein Teil der Clarener-Strömung innerhalb des Ordens der Franziskaner.
Bis ins Jahr 1334 bat er mehrere Male den franziskanischen Generalminister um die Erlaubnis, sich mit Gefährten in eine Einsiedelei zurückziehen zu dürfen, ohne Bindung an die päpstlichen Regelerklärungen, dafür nach der franziskanischen Ordensregel in ursprünglicher Strenge (Observanz). Lange wurde ihm sein Wunsch verwehrt, bis ihm der Ordensgeneral Geraldus Odo sein Vorhaben gewährte. Unter Beratung des Angelus de Clarino gründete de Valle das Kloster St. Bartholomäus in den Bergen Bruglianos und zog sich bis an sein Lebensende in Frieden zurück. Zwischenzeitlich, im Jahr 1343 verbot Papst Clemens VI. dem Ordensgeneral jegliche gewährten Exemtionen, und Papst Innozenz VI. hob (nach von Valle’s Tod) im Jahr 1355 die bereits gewährten auf.
De Valle’s Gefährte Gentile von Spoleto führte nach 1343 die Observanzbewegung mit Druck und Widerstand gegen die Ordensgeneräle weiter. Paul Trinci setzte Jahre später die Observanzbewegung, die letztlich zur Spaltung des Ordens führte, fort.